# Nowoiwaniwka (rejon kamieński)
Nowoiwaniwka (ukr. Новоіванівка) – wieś na Ukrainie, w obwodzie dniepropetrowskim, w rejonie kamieńskim, w hromadzie Saksahań. W 2001 liczyła 67 mieszkańców, spośród których 55 wskazało jako ojczysty język ukraiński, a 12 rosyjski.